# Sidi Redouane
Sidi Redouane  (in arabo سيدي رضوان‎?) è un centro abitato e comune rurale del Marocco situato nella provincia di Ouezzane, regione di Tangeri-Tetouan-Al Hoceima. Conta una popolazione di 19 169 abitanti (censimento 2014).